# Parc national de Nyungwe
Le parc national de Nyungwe ou Nyungwe est un massif forestier au sud-ouest du Rwanda. Il couvre environ une surface de 970 km2.

## Présentation
Le parc national de Nyungwe, créé en 2004 et situé dans les collines du sud-ouest du Rwanda, à la limite du Burundi où il se prolonge avec le parc national de Kibira, constituant la plus grande forêt de montagne de l’Afrique de l'Est et de l’Afrique centrale. 
La forêt de Nyungwe compte environ deux cents espèces d’arbres et cent espèces d’orchidées. Elle abrite également des bégonias sauvages et des lobélies géantes, ainsi que le Rukarara, considéré comme l'une des sources du Nil.

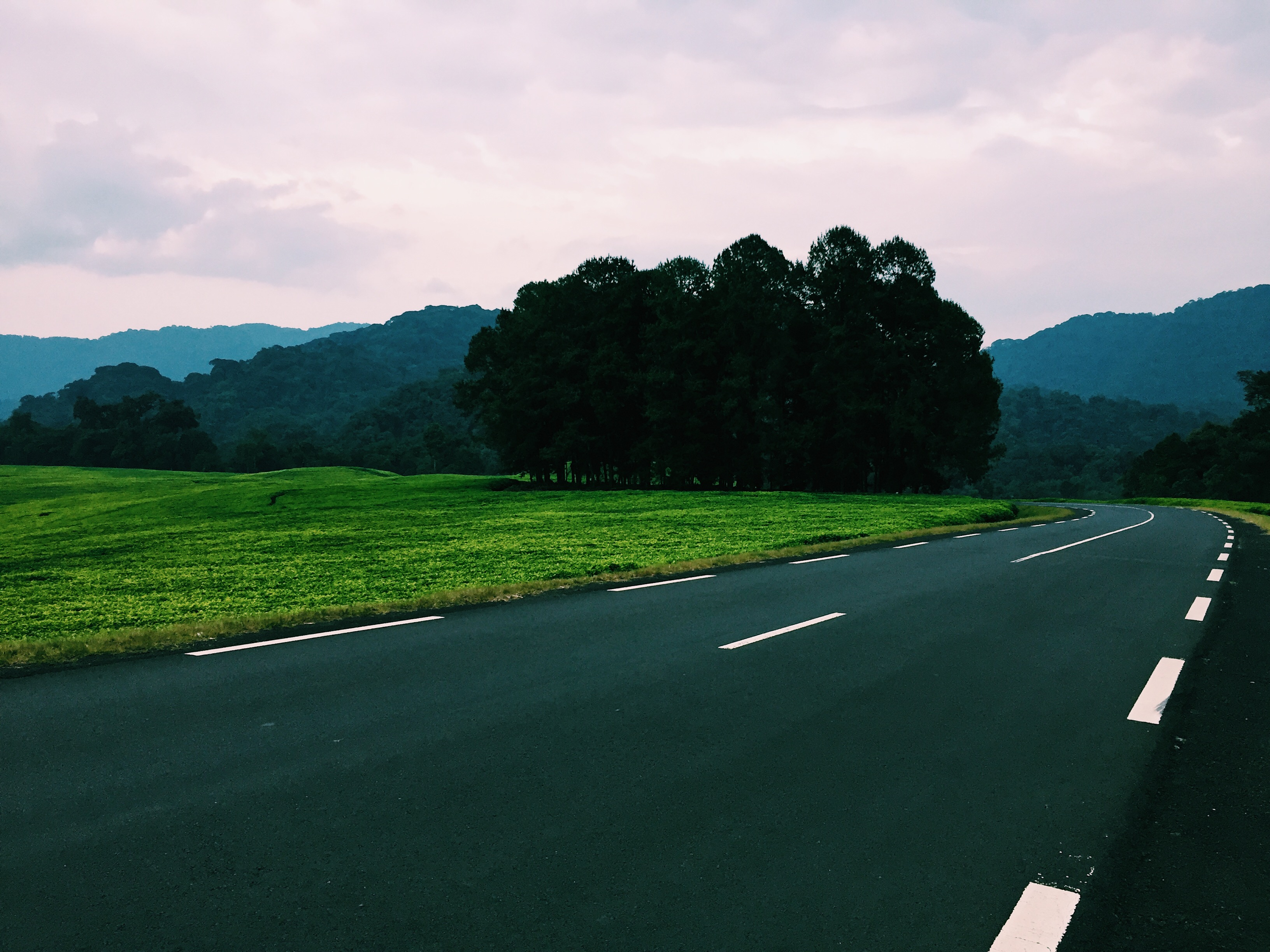
Entrée de la forêt de Nyungwe.
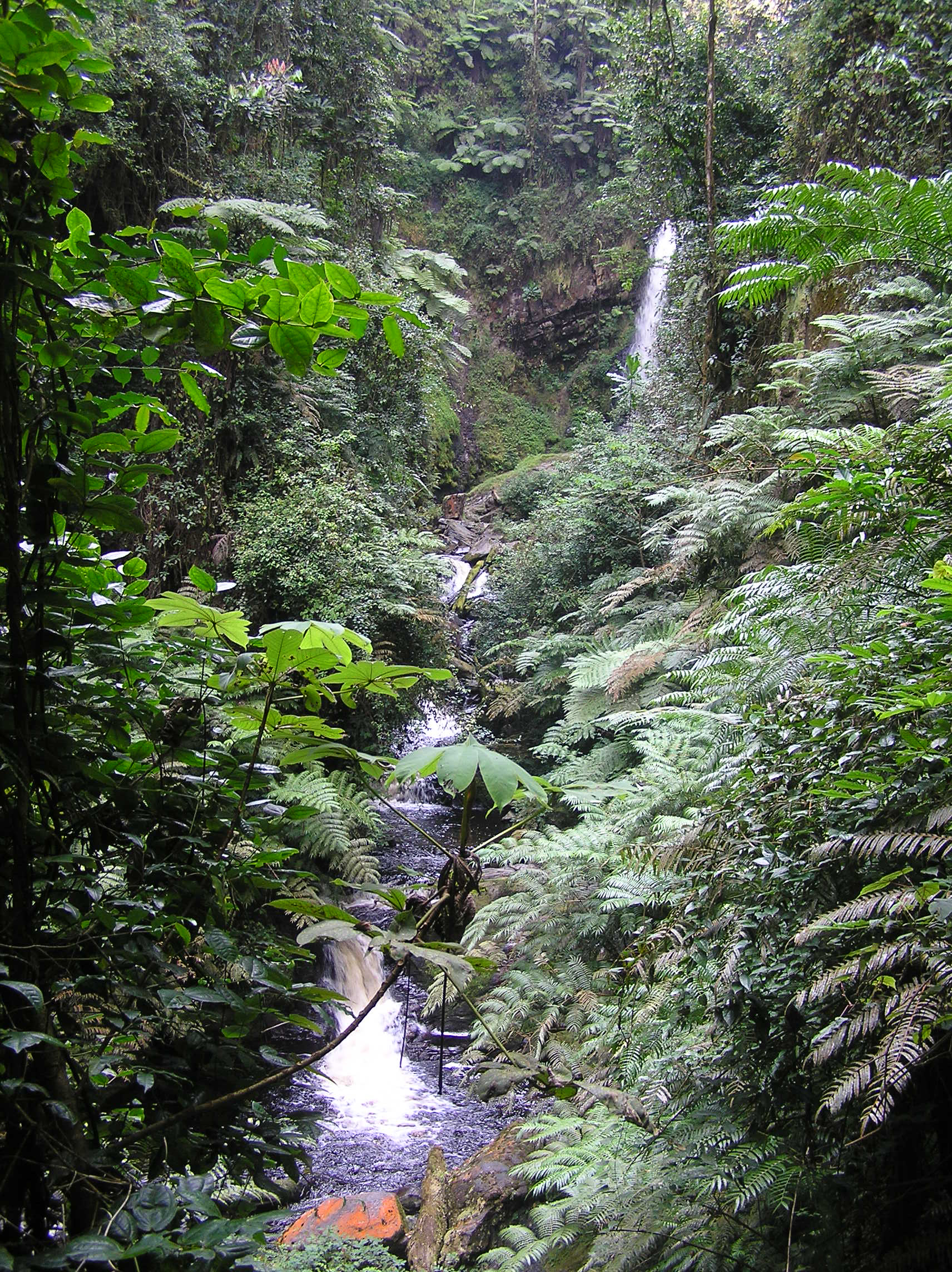
La rivière Rukarara dans le parc Nyungwe.
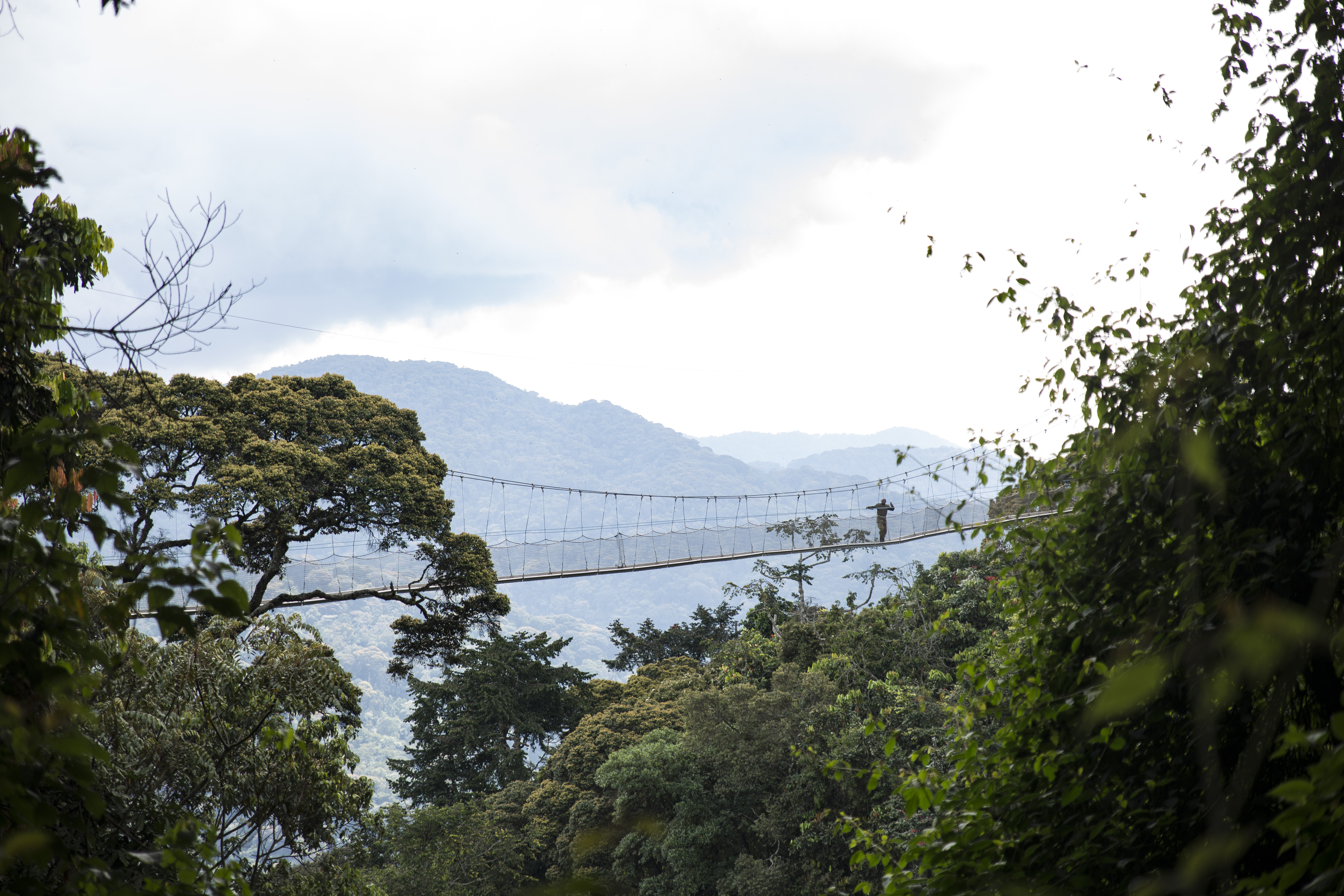
Pont suspendu dans le Nyungwe.
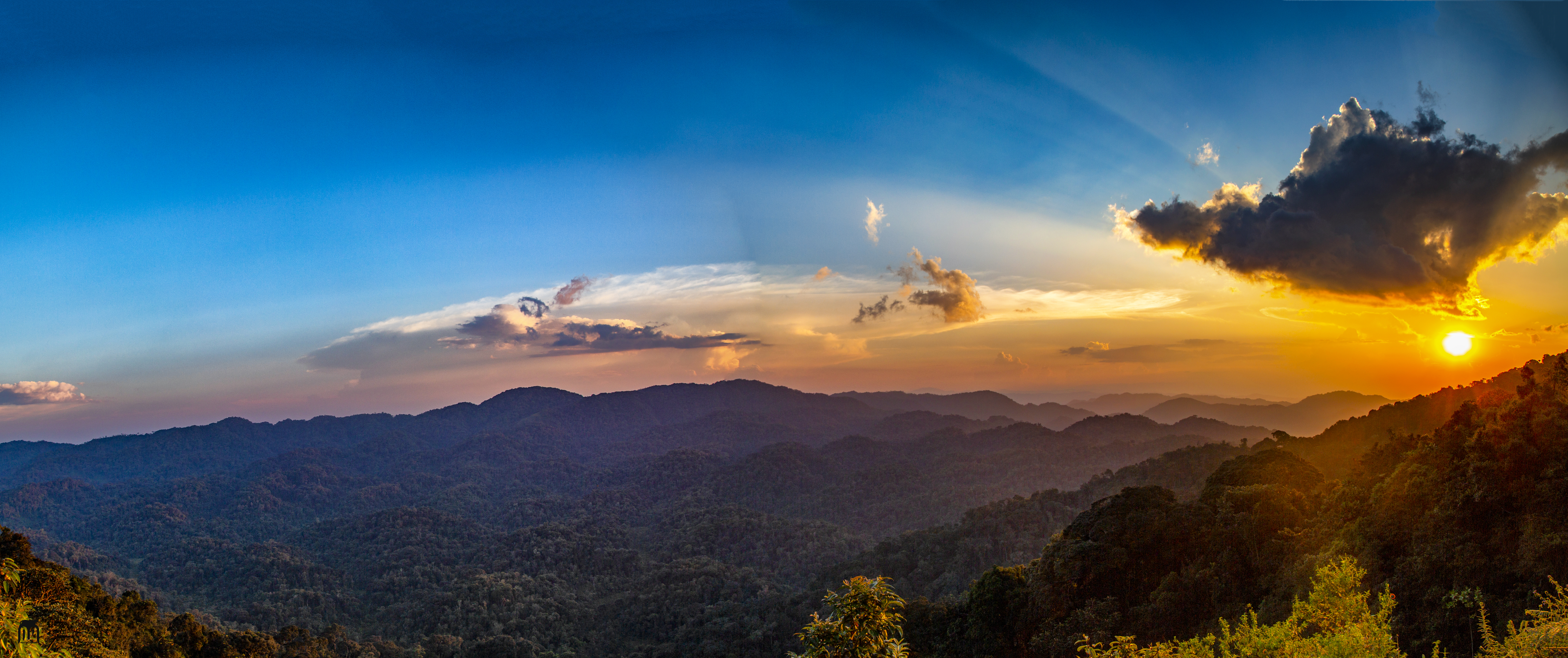
Panorama de la forêt.
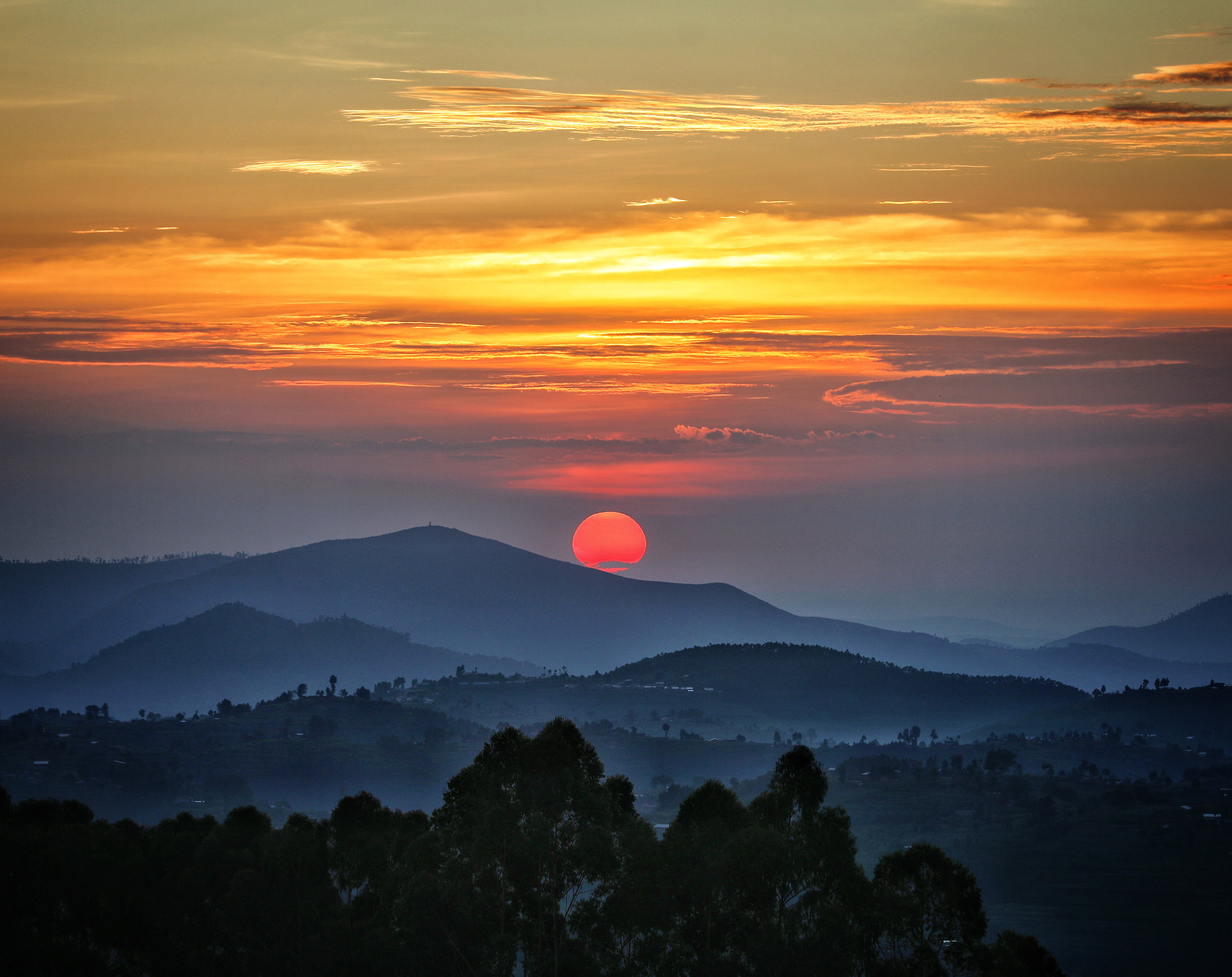
Autre panorama.

## Publications
En novembre 2019, le photographe animalier Mathieu Courdesses collabore avec Rwanda Development Board et réalise une série photographique sur l'une des colonies de chimpanzés du parc.